# غو إير
غو أير هي شركة نقل هندية منخفضة التكلفة يقع مقرها في مومباي. وقد بدأت عملياتها في تشرين الثاني/ نوفمبر عام 2005. وهي تابعة لمجموعة واديا. واعتبرت ابتداءاً من كانون الثاني/ يناير عام 2014 خامس أكبر شركة طيران في الهند من حيث الحصة السوقية. تقدم خطوط الطيران هذه خدمات محلية للمسافرين إلى 22 مدينة مع أكثر من 140 رحلة يومية، و975 رحلة أسبوعياً تقريباً. أما مراكزها فهي في مطار تشاتراباتي شيفاجي الدولي، مومباي ومطار انديرا غاندي الدولي، نيودلهي.

## لمحة تاريخية

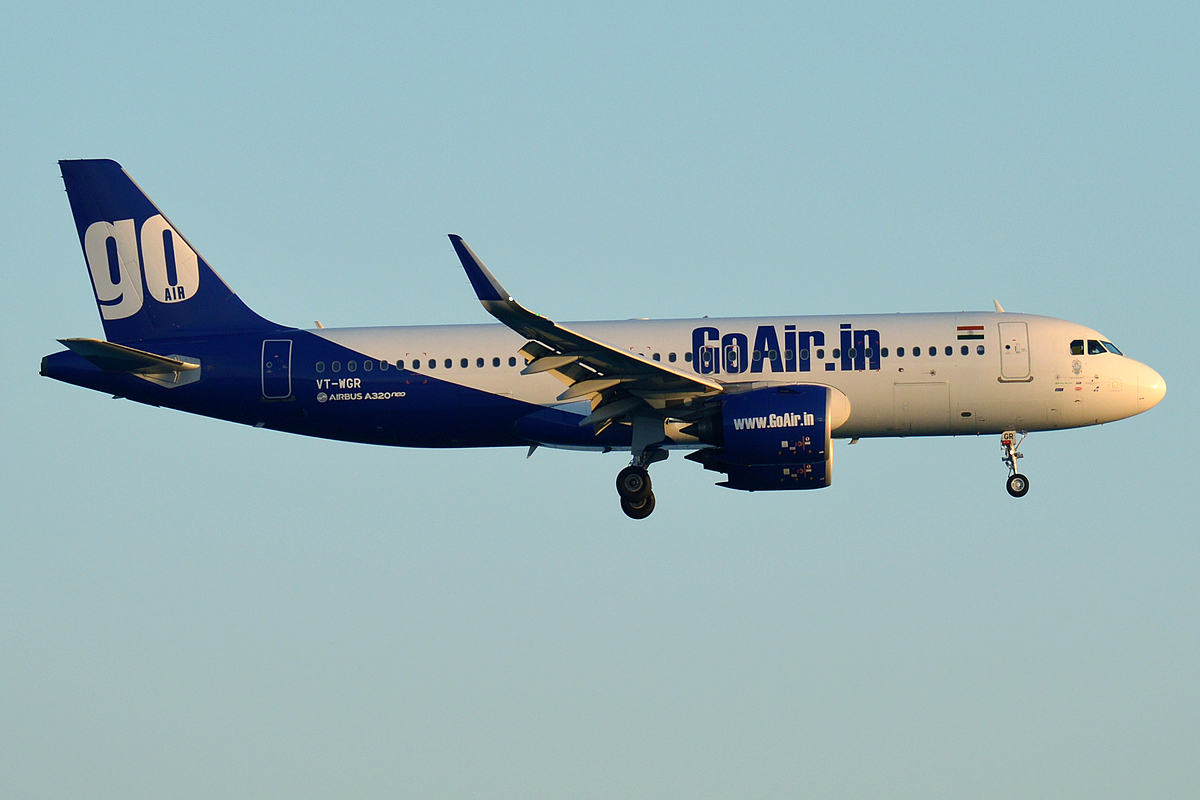
جو إير، VT-WGR، إيرباص A320-271N

تأسست شركة غو إير في عام 2005 من قبل جهانجير واديا، الابن الأصغر للصناعي الهندي البارز ناسلي واديا. دخلت شركة الطيران قطاع الملاحة الجوية الهام من خلال مجموعة واديا، وهي مجموعة شركات هندية مشهورة بشركاتها مثل بومباي دايينغ وبريتانيا إيندستريز. وتمتلك مجموعة واديا غة إير بالكامل. جهانجير واديا أيضاً هو المدير الإداري لغو إير. وكانت خطوط غة إير أطلقت عملياتها في تشرين الثاني/ نوفمبر عام 2005 بواسطة طائرة إيرباص من طراز ايه 320.
سجلت شركة غو إير منذ كانون الثاني/ يناير عام 2007، متوسط عامل حمولة يبلغ 76٪. لكن نمو الشركة كان بطيئاً مقارنةً مع شركات طيران أخرى تأسست في نفس الوقت مثل إنديجو وسبايس جت، والتي تجاوزت غو إير من حيث الحصة السوقية وحجم الأسطول والوِجهات التي تغطيها اعتباراً من عام 2013. ومع ذلك، وفقاً لواديا والرئيس التنفيذي جورجيو دي روني فإن النمو البطيء للطيران هو إستراتيجية تتناولها الشركة نظراً لطبيعة الملاحة الجوية في الهند، ونتيجةً لذلك يتم التركيز على الحفاظ على الربحية بدلاً من أسر الحصة في السوق وزيادة الوجهات وحجم الأسطول.

## الأسطول
اعتباراً من نيسان/ أبريل عام 2015، أصبح أسطول الذهاب الهواء يتألف من الطائرات التالية.
طلبية طائرات من طراز ايه 320 نيو

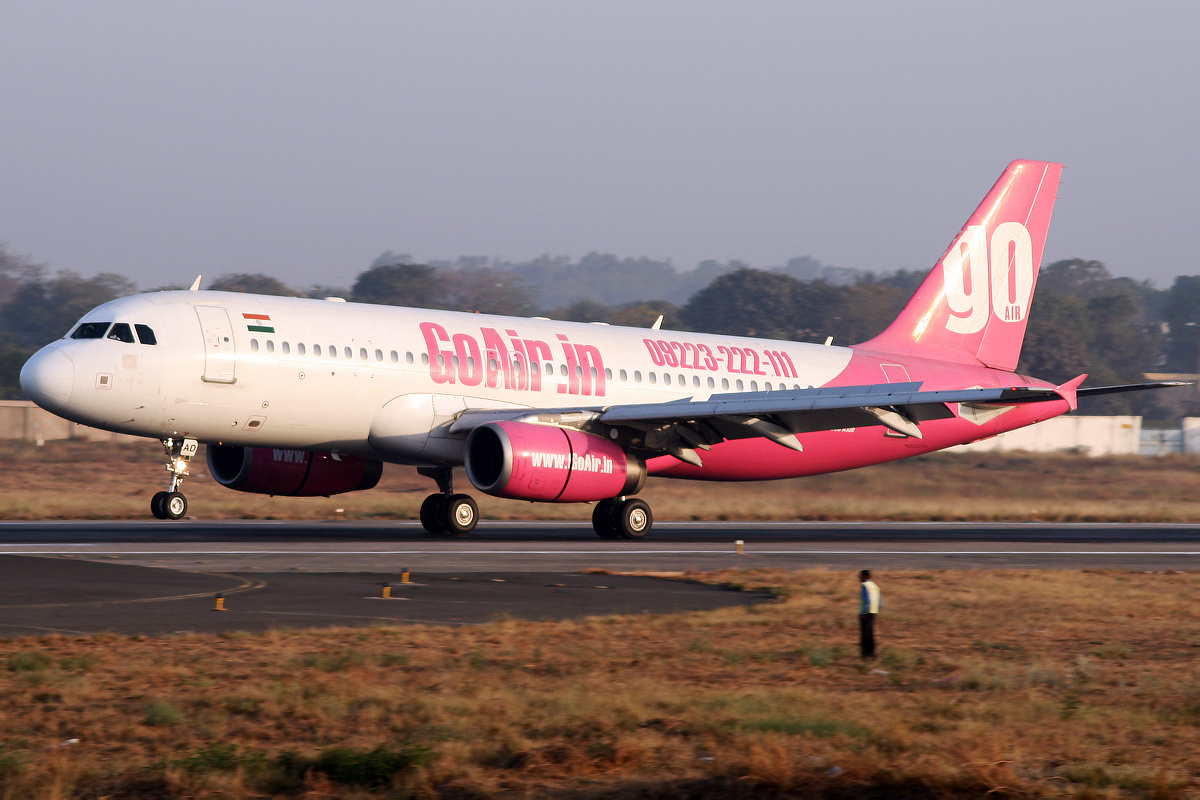
طائرة إيرباص إيه 320 التابعة لشركة الطيران الذهاب الهواء وهي على المدرج.

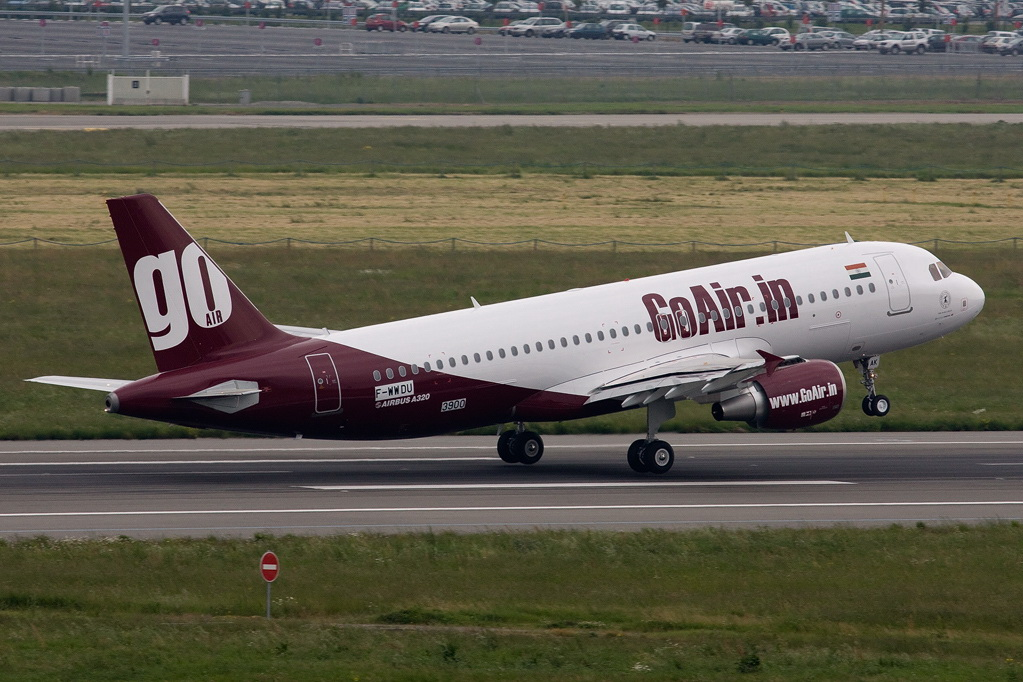
طائرة إيرباص إيه 320 التابعة لشركة الطيران الذهاب الهواء وهي على تقلع.

في حزيران/ يونيو عام 2011، أعدت شركة الذهاب الهواء طلبية لشراء 72 طائرة من طراز ايه 320 نيو  (مع خيار محرك جديد)، وكانت كلفة الطائرات 324 مليار (5.1 مليار دولار أمريكي). على أن تبدأ عمليات التسليم اعتباراً من عام 2015، مع خطة للحصول على 12-15 طائرة سنوياً.

## الخدمات
- لا تقدم غو إير أي وجبات مجانية على متن رحلاتها، ولكن يتوفر برنامج شراء وجبة على متن الرحلة، وأمام الركاب خيار واسع من أنواع القهوة والوجبات اليومية، الشطائر، السمبوسك، الكوكيز، المكسرات، المشروبات الغازية، الشاي، القهوة، المياه المعدنية وأكثر من ذلك. كما تقدم غو إير مجلة تقدم حصرياً على متن الرحلة وهي مجلة «غو-غيتر» التي تعطي معلومات عن الوجهات الهندية التي يمكن قصدها في العطلات الموسمية، معلومات عن خدمات شركة غو إير ومنتجات متعددة معفاة من الرسوم الجمركية يمكن شراؤها على متن الطائرة.[8]
- تقدم شركة طيران غو إير خدمة متميزة تعرف باسم «جو بزنس» لتضمن حصولك على تجربة طيران سلسة يحظى فيها المسافرون وبأسعار أعلى رمزياً بمقاعد مريحة مع مجال أوسع للساقين في الصفين الأولين من الطائرة مع مقعد متوسط شاغر، إضافة إلى مشروب ترحيبي مع وجبات طعام ساخنة مجانية وزيادة بدل الأمتعة ليصل إلى 35 كيلو غرام مع أولوية الحصول على أسباب الراحة عند صعود الطائرة والنزول منها، كما تقدم غو إير أيضاً عروض عطلات شركة غو إير من خلال موقعها الرسمي على الإنترنت.[9]

## الجوائز
حازت الذهاب الهواء على الجوائز التالية:
- أفضل خطوط طيران محلية للتميز في الجودة وكفاءة الخدمة من قبل جمعية كتاب منطقة المحيط الهادىء لعام (2008).[10]
- أفضل أداء لشركة طيران من قبل ايرباص لعام (2011).[11]

## روابط خارجية
- GoAir
- GoAir Fleet
- GoAir Route Map